# نادر مختاری
نادر مختاری (زادهٔ ۶ بهمن ۱۳۶۳ – درگذشتهٔ ۲۹ شهریور ۱۳۹۹) از بازداشت‌شدگان اعتراضات آبان ۱۳۹۸ ایران بود.

## بازداشت و درگذشت
نادر مختاری از معترضان اعتراضات آبان ۱۳۹۸ در مهرشهر کرج بود. او از ۲۴ آبان مفقود شده بود، خانوادهٔ او ۲۰ آذر ۱۳۹۸، وی را در حالی که در کما بود و به‌شدت شکنجه شده بود، با سر و صورت و دست‌های شکسته، در بیمارستان شهدای هفت تیر شهر ری شناسایی و پیدا کردند.
او به‌علت اصابت ضربات باتون در اعتراضات و وخامت اوضاع جسمی چند ماه در کما بود. وی قبل از نوروز ۱۳۹۹ بهوش آمد و برخلاف نظر پزشکان متخصص و خانواده، بلافاصله توسط مأموران امنیتی به بازداشتگاه منتقل و در بهداری زندان تهران بزرگ، با وضعیتی وخیم بستری و زندانی شد. نادر مختاری که به علت شکنجه، اصابت ضربات باتون و شکستگی‌های متعدد، دچار تراکستومی و آسیب گسترده مغزی شده بود در ۲۹ شهریور ۱۳۹۹، در زندان درگذشت. پیکر او ۱ مهر ۱۳۹۹ در بهشت سکینه کرج به خاک سپرده شد.

## حواشی
- نادر مختاری تراکستومی شده بود و از طریق لوله Ng به او غذا داده می‌شد.[۱۲]
- خانواده مختاری تنها در آذر ۱۳۹۸ موفق به ملاقات فرزندشان در بیمارستان شهدای هفت تیر شهرری شدند و در تمام دوران زندان، اجازهٔ ملاقات با او را نداشتند.[۱۲]
- خانواده مختاری برای اطلاع‌رسانی و دادرسی مرگ فرزندشان، تهدید شده و از هرگونه مصاحبه منع شدند.[۱۲]
- وکلای نادر مختاری اجازهٔ پیگیری پرونده، ملاقات با او و دادرسی را نداشتند.[۱۲]
- مأموران امنیتی تمام هزینه‌های درمان نادر مختاری را از خانواده‌اش گرفتند.[۱۴]
- مهر ۱۳۹۹، تصاویر دلخراشی از وضعیت جسمی نادر مختاری و اسناد بستری بودن او در بیمارستان، در رسانه‌ها منتشر شد.[۴]
- وزارت امور خارجه آمریکا، ضمن تسلیت به خانوادهٔ نادر مختاری، کشته شدن این زندانی سیاسی را محکوم کرد. این وزارتخانه در حساب توییتر فارسی خود نوشت:[۱۵]«رژیم ایران قربانی دیگری گرفت. نادر مختاری پس از ضرب‌وشتم توسط نیروهای امنیتی در اعتراض‌های آبان ۹۸، به مدت ۴ ماه به کما رفت. رژیم به‌جای سپردن وی به خانواده‌اش، او را به بازداشتگاه کهریزک فرستاد؛ جایی که او درگذشت.»
- ۱ مهر ۱۳۹۹، مرکز رسانه قوه قضائیه در یک اطلاعیه و حشمت‌الله حیات‌الغیب، مدیر کل زندان‌های استان تهران در مصاحبه‌ای، عنوان کردند که «نادر مختاری از سال ۱۳۹۴ در زندان بوده و اساساً در آبان ۹۸، در حال سپری کردن دوران محکومیت خود به جرم سرقت بوده و در اغتشاشات حضور نداشته‌است.» آن‌ها علت مرگ نادر مختاری را ابتلا به بیماری عنوان نموده و به کما رفتنش در اثر ضربات باتون را کذب خواندند.[۱۶][۱۷][۱۸]
- پس از این اظهارات، یکی از نزدیکان نادر مختاری گفت: «نادر هیچ‌گاه از سال ۹۴ تا امروز زندان نبوده و تمام این دروغ‌های بی‌شرمانه برای فرار از شکنجه و کشتن نادر مختاری است. آبان ماه ۱۳۹۸ زمان بازداشت نادر است و او از سرکار به خانه بازمی‌گشته!... نادر به بدترین شکل شکنجه شده‌بود، نادر پوست و استخوان شده‌بود، سرش ورم کرده بود، تمام دندان‌هایش را شکسته بودند، دستش را شکسته بودند و آن را گچ نگرفته بودند و دستش به‌صورت کج جوش خورده بود!...»[۱۲][۱۹][۲۰]